# 15506 Preygel
A 15506 Preygel (ideiglenes jelöléssel 1999 RX132) a Naprendszer kisbolygóövében található aszteroida. A LINEAR projekt keretében fedezték fel 1999. szeptember 9-én.